# Artūrs Irbe
Artūrs Irbe, ros. Артур Ариевич Ирбе – Artur Arijewicz Irbe (ur. 2 lutego 1967 w Rydze, Łotwa) – łotewski hokeista, reprezentant Łotwy, dwukrotny olimpijczyk. Trener hokejowy.

## Kariera zawodnicza
- HK Lido Nafta Ryga (1985–1987)
- Dinamo Ryga (1986–1991)
- Kansas City Blades (1991–1992, 1996)
- San Jose Sharks (1991–1996)
- Dallas Stars (1996–1997)
- Vancouver Canucks (1997–1998)
- Carolina Hurricanes (1998–2004)
- Lowell Lock Monsters (2003)
- Johnstown Chiefs (2003–2004)
- HK Riga 2000 (2005–2006)
- EC Red Bull Salzburg (2006)
- SK LSPA/Riga (2006)
- HK Nitra (2007)

Wychowanek Dinama Ryga. Występował w NHL.
W przeszłości występował w barwach ZSRR. Uczestniczył w turniejach mistrzostw świata w 1989, 1990 (ZSRR), 1996, 1997, 1998, 1999, 2000, 2001, 2003, 2004, 2005 oraz zimowych igrzysk olimpijskich 2002, 2006 (w 2006 był chorążym ekipy narodowej).
Ostatnim klubem w jego karierze był słowacki zespół HK Nitra na początku 2007 roku, z którego odszedł po miesiącu gry, a jednocześnie wkrótce po swoich 40. urodzinach.

## Kariera trenerska
- Dinamo Ryga (2008/2009), trener bramkarzy[5]
- HK Riga 2000 (2008/2009), trener bramkarzy
- Washington Capitals (2009-2011), trener bramkarzy
- Reprezentacja Łotwy (MŚ 2013), konsultant
- Buffalo Sabres (2014/2015), trener bramkarzy[6][7]
- HK Kurbads (2017-2020), trener bramkarzy

## Inna działalność
- Był chorążym Łotwy na Zimowych Igrzyskach Olimpijskich 2006[8].
- Zasiadł składzie zarządu amerykańskiej fundacji Kids First Fund, wspierającej finansowo dzieci wykorzystywane i porzucone na Łotwie[9].

## Sukcesy i nagrody
Reprezentacyjne
- Złoty medal mistrzostw świata: 1989, 1990 z ZSRR

Klubowe
- Srebrny medal mistrzostw ZSRR: 1988 z Dinamem Ryga
- Turner Cup: 1992 z Kansas City Blades
- Mistrzostwo dywizji NHL: 1997 z Dallas Stars, 2002 z Carolina Hurricanes
- Mistrzostwo konferencji: 2002 z Carolina Hurricanes
- Złoty medal mistrzostw Łotwy: 2006 z HK Riga 2000
- Brązowy medal mistrzostw Białorusi: 2006 z HK Riga 2000
- Drugie miejsce w Pucharze Kontynentalnym: 2005 z HK Riga 2000
- Srebrny medal mistrzostw Austrii: 2006 z EC Red Bull Salzburg

Indywidualne
- Mistrzostwa Europy juniorów do lat 18 w hokeju na lodzie 1985:
  - Najlepszy obrońca turnieju[10]
  - Skład gwiazd turnieju
- Liga radziecka 1987/1988:
  - Nagroda dla najlepszego pierwszoroczniaka sezonuj
- Mistrzostwa świata 1990:
  - Najlepszy bramkarz turnieju
- IHL 1991/1992:
  - James Norris Memorial Trophy - pierwsze miejsce w klasyfikacji średniej goli straconych na mecz
  - Pierwszy skład gwiazd
- NHL (1993/1994):
  - NHL All-Star Game
- NHL (1998/1999):
  - Najlepszy zawodnik miesiąca - październik 1998
  - NHL All-Star Game
- Liga austriacka 2005/2006:
  - Pierwsze miejsce w klasyfikacji średniej goli straconych na mecz: 2,08

Wyróżnienia
- Seagate Technology „Sharks Player of the Year” Award: 1994
- Galeria Sławy IIHF: 2010
- Wyróżnienie z okazji 80-lecia łotewskiego hokeja: 2011[11]